# Sofalija
Sofali en albanais et Sofalija en serbe latin (en serbe cyrillique : Софалија) est une localité du Kosovo située dans la commune/municipalité de Pristina, district de Pristina (Kosovo) ou district de Kosovo (Serbie). Selon le recensement kosovar de 2011, elle compte 1 767 habitants, dont 1 758 Albanais.
La localité fait partie de la zone urbaine de Pristina.

## Histoire
Sur le territoire du village se trouve le site de Gradina dont les vestiges remontent à la Préhistoire et à l'Antiquité ; il est proposé pour une inscription sur la liste des monuments culturels du Kosovo.

## Démographie

### Évolution historique de la population dans la localité
| 1948 | 1953 | 1961 | 1971 | 1981 | 1991 | 2011  |
| ---- | ---- | ---- | ---- | ---- | ---- | ----- |
| 130  | 148  | 172  | 214  | 433  | 484  | 1 767 |

|  |